# Wilhelm XII z Owernii
Wilhelm XII (fr. Guillaume XII d'Auvergne) (ur. ok. 1300, zm. 6 sierpnia 1332) – hrabia Owernii i Boulogne. Syn Roberta VII, po którym w 1325 roku odziedziczył władzę w obu hrabstwach. Poślubił Małgorzatę, córkę Ludwika d’Évreux, miał z nią dwoje dzieci: zmarłego w dzieciństwie syna oraz córkę Joannę z Owernii, królową Francji.